# Asclepiades van Bithynië

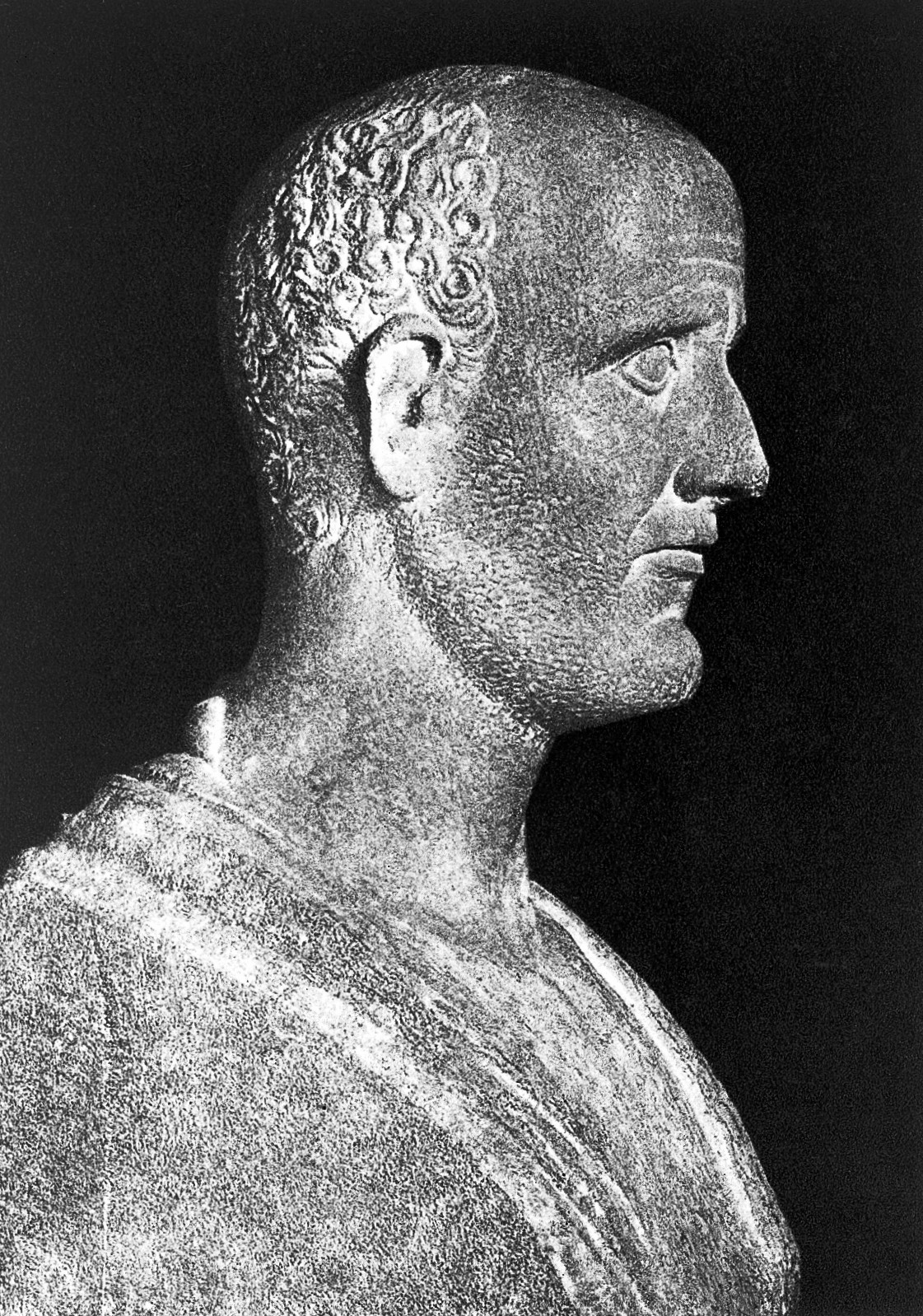
Asclepiades

Asclepiades van Bithynië (124 - ca. 40 v. Chr) was geboren in Prusa in Klein-Azië en was een van de eerste Griekse artsen in Rome.
Hij beoefende ook retorica, waar hij echter weinig furore in maakte. Als arts was hij een aanhanger van Democritus en zijn atoomleer. Hij geloofde dat ziektes vaak werden veroorzaakt doordat atomen zich te dicht of te ver van elkaar bevonden. Hij wilde dit verbeteren aan de hand van massages en dergelijke. Hij geloofde ook in een humane behandeling van geesteszieken en ondernam pogingen voor therapieën door middel van muziek, dieet en medicatie.